# Esslingen am Neckar
Esslingen am Neckar är en stad i Landkreis Esslingen i regionen Stuttgart i Regierungsbezirk Stuttgart i förbundslandet Baden-Württemberg i Tyskland. Den ligger vid floden Neckar, omkring 14 kilometer sydost om Stuttgart. Folkmängden uppgår till cirka 96 000 invånare, på en yta av 46 kvadratkilometer.

## Historia
Genom arkeologiska fynd har man kunnat konstatera att mänsklig verksamhet funnits på platsen sedan yngre stenålder.
Esslingen omnämns första gången år 777 i samband med abbot Fulrad Saint Denis, Karl den stores rådgivare, som i sin kvarlåtenskap förutom flera andra egendomar även skänker en "Cella nomine Ezelinga" till huvudklostret Saint-Denis i Paris.
Från detta årtal stammar även de första byggstenarna på stadskyrkan S:t Dionys.
Omkring år 800 erhöll Esslingen marknadsrättigheter och år 1298 erhölls stadsrättigheter. Redan 1209 blev Esslingen fri riksstad.
1312 ställde sig Stuttgart och andra württembergiska städer under det så kallade "Riket och staden Esslingen". 1531 upptog Esslingen reformationen. Enligt den Westfaliska freden år 1648 behöll Esslingen sin självständighet. Esslingen var fristad fram till 1803, då staden tillföll Württemberg.
1826 grundade Georg Christian von Kessler, efter ett antal år som anställd på det anrika Veuve Clicquot, Tysklands äldsta Sektkellerei. Sekt är ett mousserande vin.
Omkring 1830 var Esslingen den mest utvecklade industristaden i kungariket Württemberg. Det första tåget i Württemberg gick 1845 mellan Canstatt och Esslingen.
1846 grundades Maschinenfabrik Esslingen. Där har numera DaimlerChrysler utbildningscentrum inom EDB.
1894 öppnades i Esslingen Tysklands första arbetsförmedling.
Den 22 april 1945 kapitulerarde staden till amerikanerna.
1971 blev Esslingen Kreisstad i Landeskreis Esslingen.

## Nutid
Stadens omkring 54 000 anställda arbetar främst inom tjänstesektorn, men också inom fordonstillverkning och kemisk industri. Kända företag är Bayer AG, Daimler AG, Danfoss och Eberspächer. Inom stadens gränser används omkring två procent av markytan för vinodling.